# Mr Gwyn
Mr Gwyn (titre original Mr Gwyn) est le dixième roman de l'auteur italien Alessandro Baricco, publié en 2011 en Italie. Sa version française a paru en 2014, en traduction de l'italien par Lise Caillat.

## Résumé
Romancier britannique de quarante-deux ans, Jasper Gwyn jouit d'un succès public et critique. Un jour cependant, il décide qu'il n'écrira plus de romans, car il veut devenir « copiste » : il entend par là qu'il veut réaliser des portraits, à la façon d'un peintre, mais avec des mots, et sans pour autant faire du descriptif. À cette fin, il loue un atelier dont il arrange l'éclairage, l'ambiance sonore, le décor ; et place cette petite annonce : Écrivain exécute portraits.

## Éditions
- en italien : Alessandro Baricco, Mr Gwyn, 160 pages, éd. Feltrinelli, coll. « I narratori », 2011  (ISBN 978-88-07-01862-6)
- en français : Alessandro Baricco, Mr Gwyn, trad. de l'italien par Lise Caillat, 183 pages (sur 192), éd. Gallimard, coll. « Du monde entier », 2014  (ISBN 978-2-07-014236-1) ; rééd. poche, éd. Gallimard, coll. « Folio » no 5960, 2015  (ISBN 978-2-07-045451-8)